# هری تی. مانوکیان جونیور
هری تی. مانوکیان جونیور (انگلیسی: Harry T. Mangurian Jr.؛ ۲۶ اکتبر ۱۹۲۶ – ۱۹ اکتبر ۲۰۰۸) کارآفرین، بشردوست ارمنی‌تبار اهل ایالات متحده آمریکا بود.
وی در ۲۶ اکتبر ۱۹۲۶ در راچستر، نیویورک به دنیا آمد و در ۱۹ اکتبر ۲۰۰۸ در سن سالگی ۸۱ سال در فورت لادردیل، فلوریدا درگذشت.